# Neoatriplectides froehlichi
Neoatriplectides froehlichi är en nattsländeart som beskrevs av Ralph W. Holzenthal 1997. Neoatriplectides froehlichi ingår i släktet Neoatriplectides och familjen Atriplectididae. Inga underarter finns listade i Catalogue of Life.